# 譚曙卿
譚曙卿（1884年—1938年）字镇湘，中華民國軍人，国民革命军将领，湖南省湘潭县古城乡白龙村石桥湾人，早年丧父随母亲乞讨，后入福建省新军陆军第十镇许崇智部，随许崇智加入同盟会和国民党，曾参与国民革命军东征的第二次潮梅战斗、惠州战役，国民革命军北伐中的松口戰鬥、永定战斗。北伐戰爭結束後轉入軍委會高層長期擔任參謀職務，民國二十七年（1938）因急性肺炎病死西北。

## 簡介
譚曙卿少年時期曾擔任過菸店學徒，在光緒三十二年（1906）離鄉至福建省古田鎮衙門擔任守衛，宣統元年（1909）入伍當兵，進入陸軍第十鎮第二十協，該協協統即為革命黨元老許崇智，許崇智認為譚曙卿可以栽培，因此引介他加入同盟會，後來改組時進入中國國民黨。辛亥革命後，第十鎮改組為陸軍第十四師，譚曙卿在該師下屬之警衛第十七營擔任排長。许崇智部隊中以勇武作戰獲得賞識提拔，在許崇智部隊下最後職務為建國粵軍第四師第七旅少將旅長，至國民革命軍成立時，他為國民革命軍第一軍第三師師長。在第二階段東征戰役時，第三師下轄的第8團為首批攻入惠州城的部隊。在東征戰役結束時，譚曙卿升任第一軍副軍長兼第三師師長。
北伐戰爭初期，第一軍作為留守廣東根據地的部隊。在福建軍閥周蔭人受盟友孫傳芳指示發兵攻入廣東省，第一軍在軍長何應欽的指揮加上福建在地軍閥支援，反守為攻將周蔭人所指揮的核心武力擊潰，並趁機收復福建省。在何應欽的建議下，歸順廣州國民政府的福建地方武力被整編成國民革命軍新編第一軍，由譚曙卿升任中將軍長兼第三路軍總指揮，譚曙卿後收編了吳威、郭鳳鳴、盧興邦等人所領持的福建省地方部隊，並兼任代理福建省政府主席，此職務在同年7月由海軍體系的楊樹莊接任。
在升任軍政要職後，譚曙卿在四一二事件前決定支持蔣中正，在福建省進行戒嚴肅清中國共產黨與同情共產黨的地方公會與報社。隨後逐漸譚曙卿抵制國民政府指揮，與國民政府最大的衝突是在民國十六年（1927）9月拒絕國民革命軍第十一軍進入福建，最後由第十一軍動用武力解散新一軍，並將譚曙卿撤職逮捕。譚曙卿隨後獲釋流亡日本，不久後取得蔣中正諒解返回中國。
在第二階段北伐期間，譚曙卿擔任海陸空總司令部膠東軍點檢中將主任，主要任務是負責勸降收編山東省的地方武力。隨著收編武力的增長，譚曙卿後升任國民革命軍獨立第四旅中將旅長兼隴海鐵路警備司令。然而他收編的部隊出現槍殺中國國民黨幹部的罪行，因此他再度被撤職軟禁在南京，但最後無罪獲釋。南京國民政府時期，譚曙卿因為失去軍事資本，主要在軍事委員會與行營等處擔任參謀，在抗日戰爭前夕離開軍職，於蘇州住居。
抗日戰爭爆發後，譚曙卿返回軍界，編入抗日戰爭第八戰區擔任參謀，任職後至西北的路程中因罹患急性肺炎病死，得年54歲。